# Sanli, Anhui
Sanli (kinesiska: 三里) är en köping i östra Kina. Den ligger i Nanling härad i staden Wuhu i provinsen Anhui, omkring 150 kilometer sydost om provinshuvudstaden Hefei. Antalet invånare är 28 516. Befolkningen består av 14 096 kvinnor och 14 420 män. Barn under 15 år utgör 18,0 %, vuxna 15-64 år 67 %, och äldre över 65 år 14,0 %.